# Polygonum trigonocarpum
Polygonum trigonocarpum là một loài thực vật có hoa trong họ Rau răm. Loài này được (Makino) Kudô & Masam. miêu tả khoa học đầu tiên năm 1932.